# Пинк Флойд Стената
„Пинк Флойд Стената“ (на английски: Pink Floyd The Wall) е британски драматичен музикален филм от 1982 година, режисиран от Алън Паркър по сценарий на Роджър Уотърс. Главните роли се изпълняват от Боб Гелдоф, Кристин Харгрейвс, Елинор Дейвид, Алекс Макавой, Боб Хоскинс. Филмът включва няколко анимационни сегмента, изпълнени от илюстратора Джералд Скарф.

## Сюжет
Базиран е на концептуалния албум на рок групата Пинк Флойд „Стената“.

## В ролите
| Изпълнител        | Роля               |
| ----------------- | ------------------ |
| Боб Гелдоф        | Пинк               |
| Кристин Харгрейвс | майката на Пинка   |
| Елинор Дейвид     | жената на Пинка    |
| Дейвид Бинъм      | Пинк като дете     |
| Кевин Маккеън     | Пинк като юноша    |
| Алекс Макавой     | учителят           |
| Боб Хоскинс       | мениджъра на Пинка |

## Награди и номинации
Филмът получава две Награди на БАФТА - за най-добра оригинална песен („Another Brick in the Wall“) и най-добро озвучаване.